# Codename Eagle
Codename Eagle (CE) er et pc-spil udviklet af det svenske Refraction Games, der siden er blevet opkøbt af Digital Illusions. Spillet er distribueret af Take-Two Interactive siden 1999. CE blev ikke særlig populært bl.a. på grund af fejl i spillet, men opnåede dog kult status hos en mindre flok mennesker der spiller det selv den dag i dag. Det var foreløberen til Battlefield 1942
Spillet blev forsøgt genoplivet gennem modifikationer til Battlefield 1942 og Battlefield 2.

### Diverse
- Codename Eagles fanside Arkiveret 28. maj 2007 hos  Wayback Machine
- CE Legends: Battlefield 2 modifikation (Webside ikke længere tilgængelig)